# Poliosia punctivena
Poliosia punctivena är en fjärilsart som beskrevs av George Francis Hampson 1898. Poliosia punctivena ingår i släktet Poliosia och familjen björnspinnare. Inga underarter finns listade i Catalogue of Life.